# یواس‌اس انکان (ای‌دی-۱۴۶۷)
یواس‌اس انکان (ای‌دی-۱۴۶۷) (به انگلیسی: USS Ancon (ID-1467)) یک کشتی است که طول آن 489 ft 5 in می‌باشد.